# Мон-Сени
Мон-Сени́ (фр. massif du Mont-Cenis, итал. Alpi del Moncenisio) — горный проход между Грайскими и Котскими Альпами, соединяет французский департамент Савойю с итальянской провинцией Турином 2091 м выс. Через него проведена при Наполеоне I (1802—10) дорога. К Ю. Малый М. 2201 м в. и озеро М.— Мон-Сенисский туннель между Модан и Бардонеккья, 1294 м над ур. моря, 13,05 км длины, пробит 1859—71.

## История
В 1077 через перевал проезжал император Священной Римской империи Генрих IV, выехав в декабре из Шпейера в сопровождении своей жены Берты и малолетнего сына Конрада, проехав Бургундию и достигнув Павии.